# هوغو اريارتي
هوغو اريارتي (بالإسبانية: Hugo Germán Iriarte) (26 مارس 1982 بألتا غراسيا في الأرجنتين - ) هو لاعب كرة قدم أرجنتيني في مركز الدفاع. لعب مع أتليتيكو رافائيلا وجيمناسيا لابلاتا ونادي أتليتيكو كولون ونيولز أولد بويز ونادي 3 فبراير وGuillermo Brown de Puerto Madryn ‏ وسان مارتين دي سان خوان ونادي أتلتيكو أرجنتينو.

## وصلات خارجية
- هوغو اريارتي على موقع قاعدة بيانات كرة القدم.إي يو (الإنجليزية)
- هوغو اريارتي على موقع Soccerway.com (الإنجليزية)